# Lazarus Mannheimer

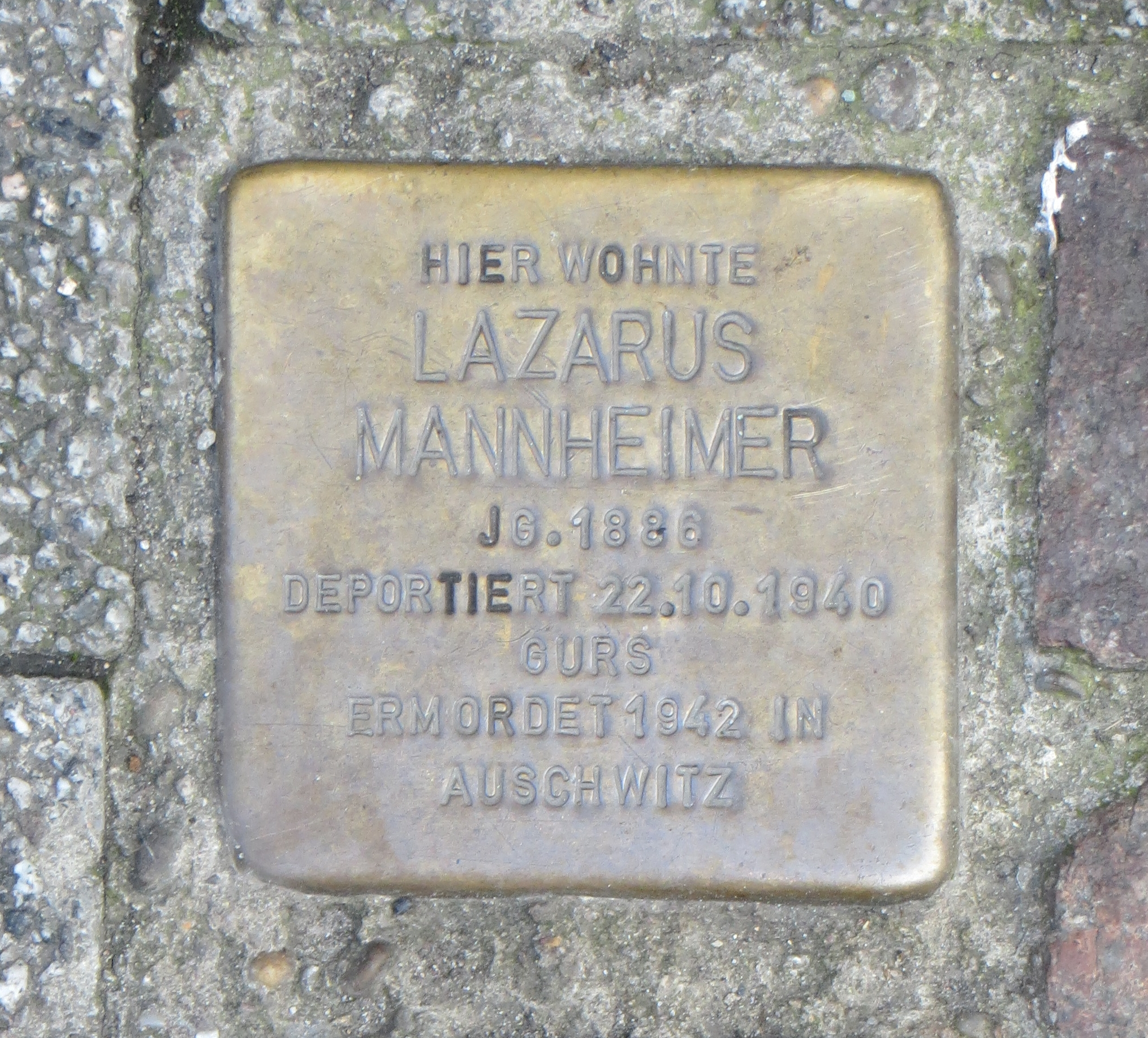
Stolperstein für Lazarus Mannheimer in Karlsruhe

Lazarus Mannheimer (* 19. Februar 1886 in Eberbach am Neckar; † (vermutlich) 9. August 1942 im KZ Auschwitz) war ein Lehrer und Kantor jüdischen Glaubens.

## Leben
Lazarus Mannheimer war der Sohn des Kaufmanns Leopold Mannheimer und seiner Frau Barbara, geb. Schwab. Von 1907 bis 1902 arbeitete er als Volksschullehrer in Bodersweier. 1912 heiratete er Regina, geb. Bensinger (1868–1942 im KZ Auschwitz). Das Ehepaar zog nach Kehl, wo Mannheimer ebenfalls als Volksschullehrer arbeitete und daneben als Kantor in der jüdischen Gemeinde aktiv war. Er war daneben Ortsvorsitzender des Central-Vereins deutscher Staatsbürger jüdischen Glaubens (CV). 1925 wurde Mannheimer in den Bürgerausschuss der Stadt Kehl gewählt, 1930 trat er der Deutschen Staatspartei bei. Anfang April 1933 wurde er verhaftet, aus dem Schuldienst entlassen und musste aus dem Bürgerausschuss ausscheiden. Nach dem Novemberpogrom 1938 wurde er zusammen mit anderen jüdischen Bürgern Kehls in das KZ Dachau verschleppt. Nach seiner Freilassung zog er mit seiner Frau nach Karlsruhe, wo er am 1. Dezember 1939 eine Anstellung an der jüdischen Schulabteilung erhielt. 
Zusammen mit zahlreichen anderen jüdischen Mitbürgern wurden Regina und Lazarus Mannheimer im Rahmen der sogenannten Wagner-Bürckel-Aktion am 22. Oktober nach Gurs in Südwest-Frankreich deportiert. Beide mussten verschiedene französische Lager durchlaufen. Am 7. August 1942 wurden sie mit dem Transport 29 nach Auschwitz verschleppt und dort vermutlich sofort nach ihrer Ankunft am 9. August 1942 ermordet. 

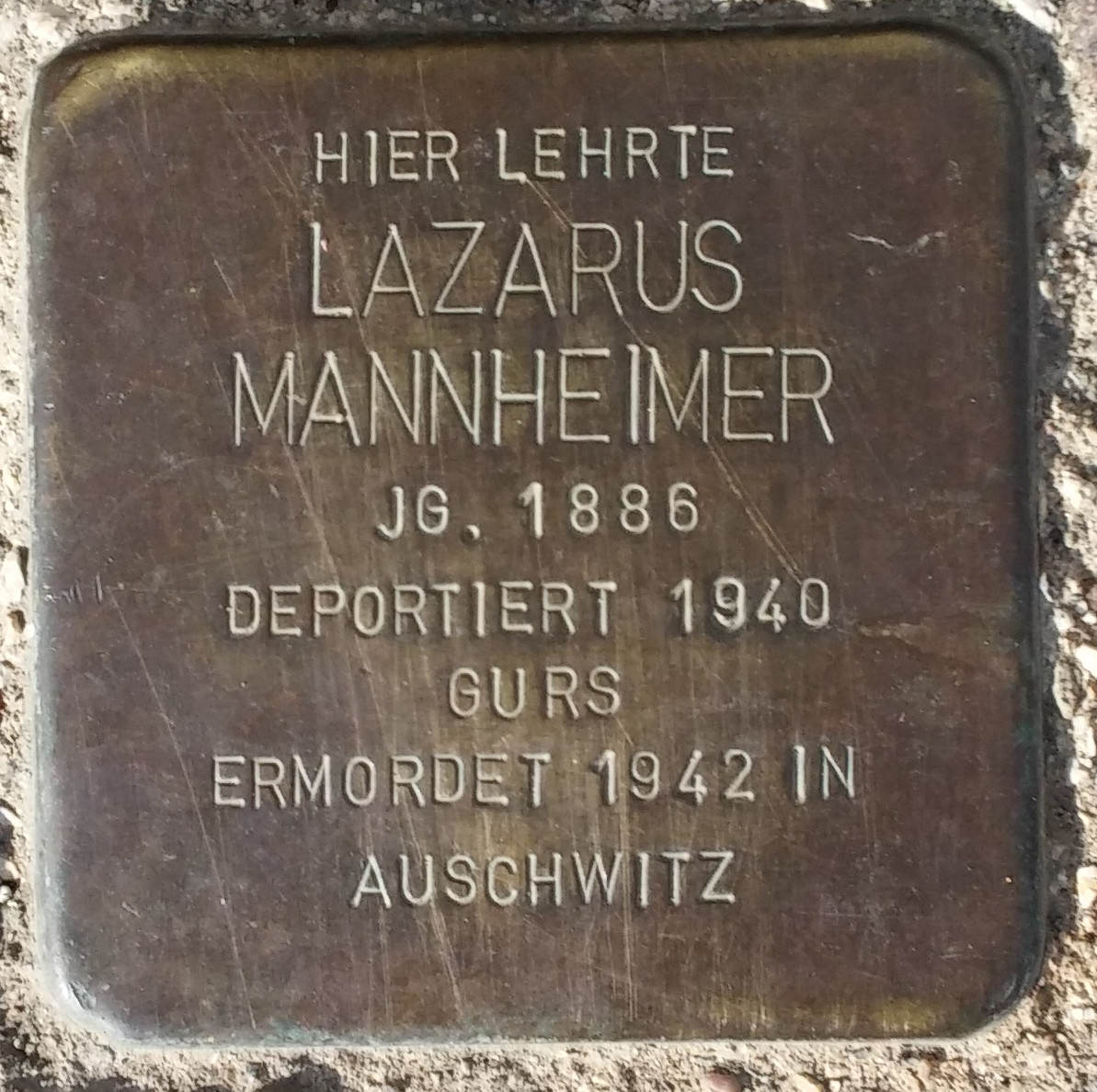
Stolperstein für Lazarus Mannheimer in Kehl

Vor ihrer letzten Wohnung in Karlsruhe in der Kreuzstraße 3 wurden 2008 zwei Stolpersteine verlegt, die an Lazarus und Regina Mannheimer erinnern. Ein weiterer Stolperstein für Lazarus Mannheimer liegt vor dem Hauptportal der Falkenhausenschule in Kehl, an der Mannheimer unterrichtet hatte.

## Ehrungen
- In Kehl wurde die Lazarus-Mannheimer-Straße nach Mannheimer benannt.